# 奧地利的卡爾·約瑟夫 (1745-1761)
奧地利的卡爾·約瑟夫（德語：Karl Joseph von Österreich，1745年2月1日—1761年1月18日），神聖羅馬皇帝法蘭茲一世與奧地利女大公瑪麗亞·特蕾莎的次子。
卡爾·約瑟夫與哥哥、未來的約瑟夫二世不和，卡爾·約瑟夫認為自己比約瑟夫更適合繼承皇帝之位。1761年，卡爾·約瑟夫因天花去世，年僅15歲。